# Риполи (Пиза)
Риполи је насеље у Италији у округу Пиза, региону Тоскана.
Према процени из 2011. у насељу је живело 223 становника. Насеље се налази на надморској висини од 70 м.